# 瓦尔迪佐尔多
瓦尔迪佐尔多（義大利語：Val di Zoldo）是意大利威尼托大区貝盧諾省的市镇。面积为141.65平方公里，2015年人口数量为3,242人。
该市镇是在2016年2月23日由福尔诺-迪佐尔多和上佐尔多两市镇合并而成。